# Goerodes japenensis
Goerodes japenensis är en nattsländeart som beskrevs av Douglas E. Kimmins 1962. Goerodes japenensis ingår i släktet Goerodes och familjen kantrörsnattsländor. Inga underarter finns listade i Catalogue of Life.